# Juan de Dios Ribot y Mas
Juan de Dios Ribot y Mas (Borrasá, 1787-Barcelona, noviembre de 1851) fue un médico y cirujano español.

## Biografía
Nació en Borrasá (Gerona) en 1787. El 2 de noviembre de 1807 le fue expedido el título de licenciado por la Junta Superior Gubernativa de Cirugía y el 18 de mayo de 1816 el de doctor por el mismo organismo. Posteriormente cursó medicina y recibió el título de licenciado en esta facultad, el 7 de mayo de 1824. Ejerció la carrera médica primero en Vich y después en Barcelona, donde fue catedrático de Fisiología, Higiene, Patología General y Anatomía Patológica en el Real Colegio de Medicina y Cirugía. La Real Academia de Medicina y Cirugía de dicha ciudad lo admitió en su seno como individuo numerario y la Facultad de Medicina lo nombró decano.
Publicó Ribot varias obras profesionales que sirvieron de texto y fueron declaradas como tales por el gobierno. En 1822 se imprimieron sus Elementos sucintos de fisiología, en 1834 el Compendio de las lecciones dadas en la cátedra y en 1848 las Lecciones de fisiología. También escribió Elementos de patología general (1820), Elementos de higiene (1834) y se publicó su discurso De la educación considerada en sus relaciones con la salud y la sociedad, leído en la Academia de Medicina de Barcelona el 3 de enero de 1848.
Falleció en Barcelona en noviembre de 1851. Su hijo, Antonio Ribot y Fontseré, fue médico, escritor y político.